# Nesreča ladje Costa Concordia
13. januarja 2012 je velika italijanska luksuzna potniška križarka Costa Concordia nasedla na obalo otoka Giglio v Tirenskem morju potem, ko je ladja zadela v podvodno skalo in se prevrnila na desni bok, pri čemer je umrlo 32 ljudi. 
Osemletna potniška ladja družbe Costa Cruises je po manj kot treh urah plovbe po Sredozemskem morju močno odstopila od svoje načrtovane poti in priplula v bližino otoka Giglio, kjer je ob obali s trupom zadela veliko podvodno skalo. Šesturna naporna evakuacija je večino potnikov pripeljala na obalo. 
Preiskava se je osredotočila na pomanjkljivosti postopkov posadke Coste Concordie in dejanja njenega takratnega kapetana Francesca Schettina, ki je ladjo zapustil zelo zgodaj. Na ladijskem krovu je ostalo približno 300 potnikov, večino so rešili helikopterji in bližnji motorni čolni. Schettino je bil kasneje spoznan za krivega v povezavi z nesrečo in obsojen na šestnajst let zapora. Kljub temu, da je dobil svoj delež kritik, se Costa Cruises ni soočil s kazensko ovadbo. 
Zavarovalnica je Costo Concordio uradno razglasila za "konstruktivno popolno izgubo", njeno reševanje pa je bila ena največjih operacij reševanja v pomorstvu. 16. septembra 2013 se je začelo reševanje nasedle ladje z železnimi rešetkami in do 17. septembra je bila ladja postavljena pokončno na svojo podvodno zibelko. Julija 2014 je bila ladja premeščena z velikimi sponzorji (kovinskimi cisternami), varjenimi na straneh, in jo odvlekli 320 kilometrov (200 milj) do njenega matičnega pristanišča v Genovi za razrez, ki je bil končan julija 2017. 
Skupni stroški nesreče, vključno z odškodninami za žrtve, premestitvijo, vleko in razrezom, so bili ocenjeni na približno 2 milijard dolarjev, kar je trikrat več kot 612 milijonov dolarjev gradbenih stroškov ladje. Podjetje Costa Cruises je potnikom ponudila odškodnino (do omejitve 11.000 EUR na osebo) za plačilo vseh škode, vključno z vrednostjo križarjenja; 65% preživelih je prevzelo ponudbo.

## Nesreča
Costa Concordia je z 3.206 potniki in 1.023 člani posadke, 13. januarja 2012 ob 19:00 zvečer izplula iz pristanišča Civitavecchia v bližini Rima in odplula na svojo 7-dnevno plovbo, s postanki v pristaniščih Lazio, Italija, Savona in v še pet drugih pristanišč. Ladji je poveljeval kapitan Francesco Schettino. Vreme je bilo oblačno, mrzlo, in vetrovno a morje je bilo več ali manj mirno. Ko se je ladja bližala otoku Giglio, je kapetan Schettino krmarju dovolil, da naj ladjo usmeri proti otoku, da bodo tako potniki lahko bližje videli obalo in celoten otok, vendar ob obali ni ocenil globine morja. Ladja je zavila tako blizu obale otoka, plula je ravno tam, kjer je bil nad vodo viden le en del skale, večina ogromne skale pa je bila do 8 metrov pod vodno gladino zaradi česar iz ladje ni bilo mogoče videti do kje je ta ogromna skala segala. 
Costa Concordia je ob 21:45 (po ladijskem času) z levim trupom zadela v debelo špico podvodne skale. Na trupu ladje pod vodno črto je nastala 50 metrov dolga in približno 3 metre široka luknja. Velik kos kamnite špice skale se je zaradi sile in pritiska ob udarcu odlomil in zaril v trup ladje na koncu luknje. Ob udarcu sta iz trupla ladje odpadla dva dolga jeklena trakova: te so pozneje našli na morskem dnu od 92 do 96 metrov stran od obale. Trk so začutili tudi potniki in posadka na ladji saj se je ladja med udarcem močno zatresla. Kapetan Schettino je kmalu po trku ukazal zapreti vsa neprepustna vrata. Nekaj minut po trku je upravitelj stroja na most obvestil kapetana Schettina, da je voda poplavila velik del strojnice in da je na boku 23 metrov nepopravljiva velika luknja, skozi katero je voda naglo vdirala ter pri tem podirala veliko generatorjev in motorjev. 
Ker je morska voda podrla in močno poškodovala skoraj vse generatorje, ki so ladji zagotavljali elektriko, je ladja izgubila svojo pogonsko moč, električno energijo in s tem tudi svojo sposobnost zato se je kmalu ustavila. Kapetan Schettino je dejal, da različni stroji, motorji in generatorji niso delovali. Poročila se razlikujejo po tem, da se je ladja kmalu po trku zaradi močnega vdora vode začela nagibati na levo stran. Ob 22:10 je močan severni veter ladjo obrnil in potisnil proti jugu. Ladja se je nato nagnila na desno stran za 20 °, ko se je voda prelila iz leve strani v desno stran. Ladja je nato ob 22:44 na vodi priplavala do obale otoka Giglio, kjer je zaradi plitve vode, globine 20 metrov, s premcem udarila v morsko dno tako, da se je premec za dober meter in pol zaril v pesek in ostala na tem mestu z vidnim desnim nagibom. 

### Razmere na ladijskem mostu
Kapetan Schettino je dejal, da je pred prihodom na otok ugasnil alarmni sistem ladijskega računalniškega navigacijskega sistema. "Ladjo sem vodil po vidiku, saj sem dobro poznal te vode in morsko dno. Premik ladje sem opravil tri do štirikrat. Moral sem prevzeti odgovornost za to, ker sem naredil napako pri sodbi. Tokrat sem prepozno izdal ukaz za evakuacijo." Kapetan je sprva dejal, da je bila ladja oddaljena približno 300 metrov od obale (približno dolžina plovila) in udarila v nedotaknjeno skalo. Prvi častnik ladje Ciro Ambrosio je povedal, da je Schettino v svoji kabini pustil bralna očala in večkrat prosil Ambrosia, naj preveri radar zanj.  
Kapetan je dejal, da so mu upravitelji družbe Costa Cruises naročili, naj 13. januarja 2012 opravi plovbo pred otokom za razgled potnikom. Prej, 14. avgusta 2011, je ladja plula po podobni poti proti načrtovani plovbi, vendar ne tako blizu Le Scole. Ladijska plovba leta 2011 je odobrila podjetje Costa Cruises in jo organizirala podnevi med otoškim festivalom na ladji. Običajna je ladijska pot speljana približno 8 km od obale.  
Costa Cruises je potrdila, da plovba leta 2012 "ni bila določena [računalniško programirana] v bližini otoka Giglio." V intervjuju za italijanski televizijski kanal Canale 5 10. julija 2012 je Schettino dejal, da je to dejavnik, ki je prispeval k nesreči. Poleg tega je bil povabljen na povabilo kapitana ladja maître d'hôtel, ki je z otoka, na ladijskem mostu opazoval. Naslednja oseba na mostu je bila moldavska plesalka Domnica Cemortan, ki je pričala, da je bila v romantični zvezi s Schettinom in se je na ladjo pravkar vkrcala kot neplačniški potnik. 

### Razmere na ladijski palubi
Večina potnikov je bila v času trka v jedilnici. Natakarji so trk pripisali električni okvari. "Gostom smo povedali, da je vse v redu in pod nadzorom, in poskušali smo preprečiti paniko" se je spominjal vodja jedilnice. Po naključju, ko je ladja zadela skalo, so trdili, da je tematska pesem Celine Dion, Titanic "My Heart Will Go On" predvajala v restavraciji. Ladja je izgubila električno energijo kmalu po prvotnem trčenju. "Ladja se je začela tresti. Hrup - kot v filmu se je pojavila panika, posode so popadle na tla, ljudje so tekli, padali po stopnicah in govorili cazzo," je dejal en preživeli potnik. Tisti na zunanji palubi so povedali, da se je ladja nenadoma nagnila na levo stran. Pozneje so potnikom svetovali, naj si oblečejo reševalni jopič.
Pol ure pred naročilom o zapuščanje ladje je bil en član posadke posnet na video posnetku, v katerem je potnikom na zbirni postaji rekel: "Rešili smo težave, ki smo jih imeli, in povabili vse, naj se vrnejo v svoje kabine."Ko se je ladja pozneje obrnila na bok, je to kazalo približno 20 ° do desne strani, kar je povzročalo težave pri spuščanju rešilnih čolnov. Predsednik družbe Costa Cruises Gianni Onorato je dejal, da je običajna evakuacija reševalnih čolnov postala "skoraj nemogoča", ker se je ladja nagibala tako hitro.

## Reševanje
Potem, ko je ladja nasedla in se s kobilico zarila v morsko dno, so se potniki in posadka izrkcali iz nasedle ladje z reševalnimi čolni in pomočjo helikopterjev, nekateri potniki pa so med prevtrnitvijo ladje skočili v morje in sami priplavali na obalo. Zaradi tega je bilo pogrešanih 40 ljudi. Polovico od teh so pozneje našli v nasedli ladji, večina pa jih je umrla.

### Evakuacija
V prvem stiku med italijanskimi pristaniškimi uradniki in Costo Concordio po trku s skalo, je neznani častnik na križarki vztrajal, da trpi samo zaradi pomanjkanja električne energije. V posnetku, ki je bil posnet ob 22.20, je bilo razvidno videti potnike v reševalnih jopičih, ki jim je član posadke povedal, da je "vse pod nadzorom" in da se morajo vrniti v svoje kabine. 
Za približno 600 potnikov, ki so se pravkar vkrcali, ni bilo vaje za evakuacijo potnikov v reševalnem čolnu. Ladijska kuharica je dejala, da je Schettino naročil večerjo okoli 22:30. Približno ob istem času je patruljni čoln Guardia di Finanza poklical Costo Concordio, vendar ni dobil odgovora. 
Schettino je sodeloval pri treh telefonskih klicih s kriznim centrom za krizno upravljanje. Ob 22:26 je Schettino sporočil poveljniku pristanišča v Livornu, da se je ladja nehala nagibati na desno stran, zaradi zaustavitve poplave in da zahteva vlačilca. Pristaniške oblasti so bile opozorjene šele ob 22:42, približno uro po trku, odredba za evakuacijo ladje pa je bila izdana do 22.50. Nekateri potniki so skočili v vodo, da bi priplavali na obalo, medtem ko so druge, pripravljeni na evakuacijo ladje, člani posadke zamudili do 45 minut, saj so se uprli takojšnjemu spuščanju reševalnih čolnov. Nekateri viri poročajo, da ladja ni bila na nagibu do 23:15, in če bi Schettino dal ukaz, za zapustitev ladje, bi lahko reševalne čolne spustili že prej, kar bi potnikom omogočilo varnost. V nasprotju s tem je en strokovnjak izjavil, da bi bila lahko zamuda upravičena zaradi nevarnosti spuščanja reševalnih čolnov, ko se je ladja še vedno premikala. 
Štab ali drugi kapitan Roberto Bosio naj bi koordiniral nekatere častnike na krovu pri večini evakuacij. Ladjo je začel evakuirati pred Schettinovim ukazom. Številni mlajši častniki in člani posadke, ki so se zavedali resnosti razmer, zato so tudi začeli pripravljati reševalne čolne in klicati potnike iz njihovih kabin, preden so bili odpuščeni ukazi za ladje, kar je bilo označeno kot "pobuna". 
Medtem ko je velika večina ladijskega osebja na ladji zasedla položaje, ki niso potrebovali mornarskih kvalifikacij (saj so opravljali storitve, kot so pranje perila, kuhanje, zabava, čiščenje, skrb za otroke in čakalne mize), so po besedah višjega ladjarja prejeli obvezno usposabljanje iz osnovne varnosti, da so lahko pomagali v takih situacijah. Čeprav so vsi govorili vsaj osnovno angleško, večina ni govorila italijansko. 
Več potnikov je trdila, da jim posadka ni pomagala ali da je bila premalo usposobljena za spuščanje rešilnih čolnov. To obtožbo je posadka zanikala, eden od njih pa je izjavil: "Člani posadke, bodisi Filipinci ali Kolumbijci ali Indijci, smo poskušali po najboljših močeh pomagati potnikom preživeti brodolom. Pripombe nekaterih potnikov, so neprimerne. Tretji inženir iz ladijske strojnice je tudi opozoril: V strojnici smo bili v nasprotju s kapitanom do konca. Naredili smo vse, da smo se izognili katastrofi." Generalni direktor Costa Cruises Pier Luigi Foschi je pohvalil posadko in osebje, kljub težavam, ki so posledica očitnega pomanjkanja navodil ladijskih častnikov in težav pri komunikaciji.
Tri osebe so se po skoku v morje utopile, še sedem pa jih je bilo huje poškodovanih. Lokalni požarni vodja je dejal, da so njegovi možje rešili 100 ljudi iz vode in rešili okoli 60 drugih, ki so bili ujeti v čolnih. Pet helikopterjev italijanske obalne straže, mornarice in zračnih sil je priletelo, da so rešili preživele na krovu in nasedle luksuzne križarke.
Po navedbah preiskovalcev je Schettino ladjo zapustil okoli 23.30. V enem telefonskem klicu obalne straže Schettina je prvi častnik Gregorio De Falco, kapitan iz Livorna, večkrat ukazal Schettinu, naj se vrne na ladjo iz svojega rešilnega čolna in prevzame skrb za tekočo evakuacijo potnikov. De Falco se je na neki točki klica tako razjezil ob Schettinovem zastoju, da je dvignil glas in rekel Schettinu: "Vai a bordo, cazzo!"  (prevedeno kot "Pridi nazaj na krov za vraga", "Izkrcaj se in pridi nazaj" ali "Vrni se nazaj na krov, presneto!", odvisno od vira). Eden od teh klicev je bil ob 1:46. Kljub temu se Schettino nikoli več ni vrnil na potapljajočo se ladjo.
Ob 1:04 je častnik letalskih sil, ki ga je s helikopterjem spustil na krovu, sporočil, da je na ladji še vedno 100 ljudi. Oče Raffaele Malena, ladijski duhovnik, je dejal, da je bil med zadnjimi, ki je zapustil ladjo okoli 1:30. Podžupan mesta Isola del Giglio Mario Pellegrini, ki se je vkrcal na krov kot del reševalnih akcij, je pohvalil ladijskega zdravnika in mladega častnika Coste Concordie, edinega častnika, ki ga je srečal na krovu, za njihovo pomoč. On in mladi častnik Simone Canessa, sta bila na ladji, "do zadnjega trenutka", do 5:30. Enega od pogrešanih posadk, natakarja, so nazadnje opazili, da je pomagal potnikom.
Ob 3:05 so z bližnjim trajektom evakuirali 600 potnikov in jih odpeljali v pristanišče. Ob 3:44 je častnik letalskih sil poročal, da je na krovu še vedno od 40 do 50 ljudi. Ob 4:46 je bila v dnevniku pristanišča Livorno Harbor Master zapisano, da je bila evakuacija "popolna". Naslednji dan so preživele prepeljali v Porto Santo Stefano, kjer je bil ustanovljen prvi center za usklajevanje in pomoč. Takratni predsenik italijanske vlade Mario Monti je napovedal, da bo predsedniku republike predlagal, naj ljudem na otoku Isola del Giglio in Monte Argentario podel zlato medaljo za civilno hrabrost za njihovo ravnanje med reševanjem.

### Iskanje pogrešanih ljudi
Med 14. in 30. januarjem 2012 so reševalni potapljači na napol potopljeni ladji iskali pogrešane ljudi. Vodja potapljaške ekipe obalne straže je razmere v ladji, ki so še vedno prevladovale, označil za "katastrofalne". Reševalne operacije so bile nevarne zaradi črnega in velikega pohištva, ki so se padale v vodo in plavale naokoli. Potapljači so našli pot v nasedlo ladjo in privezali ovire, kot so pohištvo, preden bi ustvarili hrup, da bi opozorili na ujete ljudi. Potapljači so zaradi varnosti delali v parih in počasi na vsak prostor iskali vsako dodeljeno območje. Iskalni potopi so bili načrtovani v trajanju 40 minut, z zadostnim dodatkom stisnjenega zraka v rezervoarjih za potapljanje v nujnih primerih. Potapljači so imeli na svojih čeladah nameščena dva žarometa in eno svetilko, ker je podvodna vidljivost znašala od približno 5 do 60 cm. Poleg tega so potapljači svojo pot označili tako, da so začrtali črto, s katero so jih vodili nazaj, pri slabi vidljivosti in v ladji postavili dodatne rezervne zračne rezervoarje. Potapljači so bili iz italijanske mornarice, obalne straže in Vigili del Fuoco (gasilska in reševalna služba).  
14. januarja so potapljači ladjo preiskovali do mraka. Potapljači in gasilci so še naprej iskali preživele, ki bi bili ujeti na ladji, in rešili južnokorejski novopečeni par, ujet v kabini med dvema palubama nad vodno črto. 
16. januarja so siloviti valovi premaknili nasedlo in napol potopljeno ladjo za približno 1,5 centimetra in prekinile reševalna dela - vrata reševalcev so bila zaprta in na reševalce je padla naplavina - in sprožila je strah, da bi ladja lahko zdrsnila v globino 68 metrov ter tako dokončno potonila hkrati pa bi gorivo lahko steklo iz ladje v morje. Operacije so se nadaljevale približno tri ure kasneje. Reševalci so skozi ves čas sestrelili eksploziva, da so ustvarili luknje v trupu ladje, da bi dosegli prej nedostopna območja. 18. januarja so bila prizadevanja reševanja ponovno ustavljena, ko se je ladja premaknila, vendar so jo kmalu zatem nadaljevali.
20. januarja se je ladja začela premikati za 1,5 centimetra (0,6 inča) na uro, vendar je 24. januarja Franco Gabrielli, vodja italijanske agencije za civilno zaščito, dejal, da je nasedla ladja "stabilna". Istega dne so potapljači odstranili truplo 16 žrtve. 29. januarja je bila operacija prekinjena, ker se je ladja v šestih urah in zaradi visokih valov premaknila za 3,8 centimetra. Gabrielli je dejal: "Naš prvi cilj je bil najti ljudi žive ... Zdaj imamo en sam velik cilj in to je, da to ne pomeni okoljske katastrofe." Naslednji dan so se operacije nadaljevale. 
28. januarja je bilo 17. truplo ženskega člana posadke odvzeto s potopljenega dela ladje. Italijanska agencija za civilno zaščito je 31. januarja preiskala iskanje na potopljenemu delu ladje, ker je deformiran trup povzročil nesprejemljive varnostne pomisleke za potapljače. Potapljači so na podlagi informacij potnikov o tem, kje so lahko trupla, v razbitini našli osem dodatnih trupel. Za hitro obnovo trupel je bila sestavljena „posebna ploščad“, od katerih so bila obnovljena štiri. 22. februarja je bilo okrevanje občasno ustavljeno zaradi neugodnih vremenskih razmer. Uradni uradniki so 4. marca poročali, da bodo za iskanje trupel uporabili "sofisticirano opremo, podobno robotom". 
22. marca so odkrili še pet trupel na oddaljenem potopjenem odseku ladje, ki naj bi bila znotraj trupa. 
15. januarja 2013 je bilo domnevno, da sta bili nameščeni zadnji trupli (telesi ženske potnice in moškega člana posadke), vendar jih po navedbah ni bilo mogoče obnoviti, saj je bila njihova lokacija v bližini krme njihova obnovitev nedostopna, dokler ladja ni mogla  biti zasukan. Vendar so družbe, ki izvajajo postopek premestitve, zavrnile najti nobene organe.
Iskanje dveh še pogrešanih trupel se je nadaljevalo po tem, ko je bila ladja 17. septembra 2013 na končnem položaju. 26. septembra 2013 so bili neznani posmrtni ostanki najdeni v bližini osrednjega dela ladje, kjer so bili nazadnje opaženi. Ostanki so bili podvrženi testiranju DNK, da bi ugotovili njihovo identiteto. 8. oktobra 2013 je bila družina pogrešanega člana posadke Russel Rebello obveščena, da so truplo, za katero se verjame, da je bilo njegovo, našli blizu tretje palube na krmi ladje. Predmeti na truplu so bili naknadno identificirani kot pripadniki pogrešane potnice Marije Grazia Trecarichi namesto tega, 24. oktobra 2013 pa je bilo ugotovljeno, da je z analizo DNK potrjeno, da gre za njeno truplo. V razbitini so nekaj dni po odkritju trupla našli dodatne kostne ostanke neznane identitete.
23. oktobra 2013 je bilo objavljeno, da je bilo iskanje pogrešanih, ko je bila razbitina še v vodi, končano, kolikor je bilo tehnično mogoče. Glede na izsledke identifikacijskih analiz že najdenih ostankov je bilo ugotovljeno, da se bodo lahko v razbitini nadaljevale nadaljnje iskalne dejavnosti za pogrešanega člana posadke Russela Rebella, potem ko so ga odstranili iz vode. 
Potapljači so 6. in 7. avgusta 2014 na potopljeni ladji našli človeške posmrtne ostanke, ki so jih nato odpeljali v genovsko pristanišče.  3. novembra 2014 so v razbitini ladje našli končno zadnje truplo, Russela Rebella.

## Razbitina

### Reševanje razbitine in varovanje okolja
Oblasti so prepovedale vse zasebne jadrnice in druga vodna plovila s pristanišča na otoku Giglio in jih izključile iz ne-navigacijskega območja (1852 m) brez ladijskega prometa okoli na pol potopljene nasedle ladje. 
Slabe vremenske razmere bi lahko povzročile razlitje nafte z ladje. Kot previdnost je bila postavljena plavajoča oljna pregrada. Močan veter je 1. februarja dvignil zaščitno pregrado in tako omogočil razlitje olja v okoliške vode, ki so se začele širiti s krme ladje. 
Direktor civilne zaščite Franco Gabrielli je 7. februarja italijanskemu senatu povedal, da vode niso kristalno čiste, vendar so "v zakonskih mejah". Minister za okolje Corrado Clini je italijanskemu parlamentu povedal, da je količina dizelskega goriva in maziv nafte na krovu Coste Concordie je govorila o tovoru majhnega tankerja. Clini je dejal, da bi bilo uhajanje olja zelo strupeno za rastlinsko in živalsko življenje v morju. V prvem koraku za preprečevanje onesnaževanja obale ter morja in pomoč pri reševanju ladje so bile njene posode za nafto in gorivo izpraznjene. 
Skupina približno 200 velikanskih klapavic Pinna nobilis je bila zaradi grožnje, ki so jo povzročila naknadna inženirska dela, ročno premeščena na bližnje območje. 
Otok Giglio leži v svetišču Pelagos za sredozemske morske sesalce in je eno od posebej zaščitenih območij sredozemskega pomena. Je priljubljena potapljaška destinacija, turizem pa je njena vodilna panoga. Prebivalci otoka so bili zaskrbljeni, da bi razbitina, ki bi odgnala turiste, onemogočila otoško gospodarstvo. En prebivalec je razložil: "Okoljska škoda nas najbolj skrbi. Če nafta onesnaži obalo, bo vse uničeno." Luigi Alcaro, vodja pomorskih izrednih razmer za italijanski inštitut za varstvo okolja in raziskave (ISPRA), ministrstvo za okolje, je izjavil, da bi v najslabšem primeru "lahko govorili leta in leta ter dobili desetine milijonov evrov."
Plovilo za odziv na izliv nafte, ki ga je sklenila pogodba EMSA, je 28. januarja prispelo na mesto, kjer je na desnem boku na pol potopljena ležala Costa Concordia in ostalo kot varnostni ukrep med postopkom odstranjevanja goriva. Oceanografska ladja Astrea ISPRA je 29. januarja prispela v Toskano, da bi opravila okoljske preiskave. 9. februarja je izvršni direktor Costa Cruises prebivalcem Giglio povedal, da imajo načrt, kako bodo ladjo odstranili do sredine marca. Obljubil je tudi, da bo čim manj škodoval njihovim turističnim podjetjem. 
Nasedla ladja se je z desnim bokom naslonila na kamnito in peščeno morsko dno, zaskrbljeni pa so bili, da bi lahko zdrsnila globlje. Stabilnost in deformacija ladje sta se spremljali s satelitskimi posnetki in površinskimi instrumenti. Čeprav ladja ni bila v "neposredni nevarnosti", da bi zdrsnila s svojega prizemljenega položaja v globljo globino morja je minister za okolje Clini 8. februarja italijanskemu senatu dejal:"Tveganje, da bi ladja zdrsnila globlje je povsem resnično ... Več časa mineva, šibkejši postaja trup. Ne moremo zagotoviti, da že ni ogrožena." 29. januarja 2012 so znanstveniki postali zelo zaskrbljeni, da se je ladja v šestih urah premikala 3,5 centimetra. 2. februarja se je ladja v sedmih urah premaknila za 8 centimetrov. Premiki in morebitni visoki vetrovi in odprto morje so povzročili zaustavitev obnovitvenih in reševalnih dejavnosti.
16. februarja je direktor civilne zaščite Gabrielli potrdil, da v registriranih podatkih ni anomalij. V drugem poročilu, ki temelji na sonarnih in laserskih meritvah ter podvodnem videoposnetku ISPRA, je bilo razvidno, da se ladja lahko sesede v svoji sredini, ker njena teža ni podprta med skalnim ometom, ki podpira premec, in skalo, ki podpira krmo, in je dejal v času, ko sta se obe kamnini dramatično začeli rušiti. Direktor Civilne zaščite Gabrielli je izjavil, da je poročilo pomirjujoče, ker kaže, da je del morskega dna zakopal trup, kar povečuje stabilnost ladje. Ugotovljeno je bilo tudi, da se trup počasi seseda pod lastno težo, zaradi česar je reševanje težje in dražje.

### Reševanje
Vse operacije, načrtovane za reševanje razbitine iz morja, vključno z odstranjevanjem odpadkov, sta skupaj izvedla Costa Cruises in Concordia Emergency Commissioner's Office. V prvotni oceni strokovnega podjetja za reševanje, Smit International, je ocenil, da lahko odstranitev potopljene Concordie traja do 10 mesecev. Podjetje Smit je izjavilo, da je potopljena ladja močno nagnjena proti obali, zaradi česar se lahko nadgradnja sesuje v morje, zato je priporočalo, da se prvo odstrani Concordijino nadgradnjo. Pozneje je podjetje dokončno sklenilo, da sprva odstrani samo nadgradnjo. 
Med odstranjevanjem nadgradnje je podjetje poročalo, da se je ladja tri tedne po delnem potopu, premaknila za 60 cm, vendar ni bilo nobene možnosti, da bi se razbitina Concordie v celoti prevrnila na desni bok, ali potonila globlje. Odstranjevanje nadgradnje je bilo v celoti dokončano konec marca 2012.
Costa Concordia je bil 17. septembra 2013 s postopkom reševanja postavljena v navpični položaj. Stroški za reševanje ladje so se povečali na 799 milijonov dolarjev. Poleg tega je ladja doživela hude deformacije trupa na dveh mestih. Družba Titan Salvage, ki vodila reševanje, je ocenila, da bo naslednja faza reševanja izvedena do začetka sredine leta 2014. Po tej operaciji bi ladjo odvlekli v Genovsko pristanišče na razrez. 
14. julija 2014 se je začelo delo za pripravljanje Coste Concordie na vleko. V tem trenutku so stroški narasli na milijardo evrov. Vključno s stroški vleke, 100 milijonov EUR za razpad ladje zaradi ostankov in stroški popravljanja škode na otoku Giglio, pričakovani končni stroški naj bi znašali 1,5 milijarde EUR (2 milijardi USD) 23. julija, ko je bila ponovno premeščena, je ladja začela s končno plovbo pod vleko s hitrostjo 2 vozla (4 km / h; 2 mph) s spremstvom v 14 ladjah, ki so jo odvlekli v Genovo. V pristanišče je prispela 27. julija po štiridnevni plovbi na vleko. V pristanišču so jo privezali na pomol in čakali na zažetek razstavljanja.
Po prvem razstavljanju, je bil 11. maja 2015 trup odvlečen 10 km (16 km) do pristanišča Superbacino v Genovi za odstranitev zarjevelih zgornjih palub. Zadnja paluba je bila razstavljena avgusta 2016, trup pa je bil 1. septembra odvlečen v ladjedelnico za dokončno razstavljanje. Razrez ladje je bil zaključen 7. julija 2017. 

#### Potek reševanja
- 1
- 2
- 3
- 4

- 1 - Dimnik je odstranjen, za podporo ladje pa je zgrajena potopljena ploščad. Jeklene plošče so pritrjene ne levi strani ladje in so delno napolnjene z vodo.
- 2 - Kabli povlečejo ladjo pokonci, k temu pa pomaga masa vode v ploščah.
- 3 - Plošče so pritrjene tudi na desno stran ladje.
- 4 - Voda se izčrpa iz plošče za dviganje ladje tako, da se ladjo lahko vleče po vodi.

## Seznam žrtev po narodnosti

### Žrtve
| Narodnost               | Žrtve |
| ----------------------- | ----- |
| Nemčija                 | 12    |
| Italija                 | 7     |
| Francija                | 6     |
| Peru                    | 2     |
| Združene države Amerike | 2     |
| Madžarska               | 1     |
| Indija                  | 1     |
| Španija                 | 1     |
| Skupaj                  | 32    |

## Dogodki po incidentu
20. julija 2013 je bilo na sodišču pet ljudi spoznanih za krive, zaradi uboja in malomarnosti: Roberto Ferrarini (krizni direktor podjetja) je dobil najvišjo zaporno kazen, 2 leti in 10 mesecev, sledil pa mu je Manrico Giampedroni (direktor službenega kabineta), 2 leti in 6 mesecev. Trije člani ladijske posadke - prvi častnik Ciro Ambrosio, krmar Jacob Rusli Bin in tretji častnik Silvio Coronico - so bili obsojeni na 1 do 2 leti zaporne kazni. Ferrarini, ki ni bil na ladji, je bil obsojen zaradi nerazmišljanjaobsega nesreče in zavlačevalnega usternega odziva. Giampedroni je bil obsojen zaradi svojega dejanja v evakuaciji, ki je bila opisana kot katastrofalna. Krmar Bin je bil obsojen zaradi usmerjenja ladje v napačno smer, potem, ko mu je kapitan Schettino ukazal spremeniti smer plovbe. 
Ločeno je potekalo sojenje kapitanu Francescu Schettinu, ki je iskal sporazum o spoznavanju krivde. Februarja 2015 je bil Schettino na sodišču spoznan za krivega in obsojen na 16 let zaporne kazni. Schettino se je pritožil na kazen, ki je bila sprva potrjena maja 2016, nato pa nazadnje in dokončno maja 2017. Kazen prestaja v zaporu Rebibbia v Rimu. 